# Barum (arrondissement de Lunebourg)
Pour les articles homonymes, voir Barum.
Barum est une municipalité allemande du land de Basse-Saxe et l'Arrondissement de Lunebourg.

## Personnalités liées à la ville
- Éléonore-Charlotte de Wurtemberg-Montbéliard (1656-1743), duchesse de Wurtemberg-Œls, née à Horbourg.